# Andrew Kgosiemang
Andrew Mongwaketsi Kgosiemang (* 1982 in Südwestafrika) ist seit dem Jahr 2013 traditioneller Führer der Batswana in Namibia. Er trägt den Titel Kgosi-kgolo und steht der Traditionellen Verwaltung der Batswana ba Namibia mit Sitz in Aminuis vor. Im Februar 2022 wurde seine Regentschaft, rückwirkend zum 11. Dezember 2021, offiziell anerkannt.
Er war bei Besteigung des Throns mit 31 Jahren einer der jüngsten traditionellen Führer in der Geschichte Namibias.
Andrew Kgosiemang ist ein Sohn von Constance Kgosiemang, dem ersten Chief der Batswana ba Namibia und ein direkter Nachkomme von Morwe II., der 1885 nach Deutsch-Südwestafrika gezogen war.